# Jakob Glaser

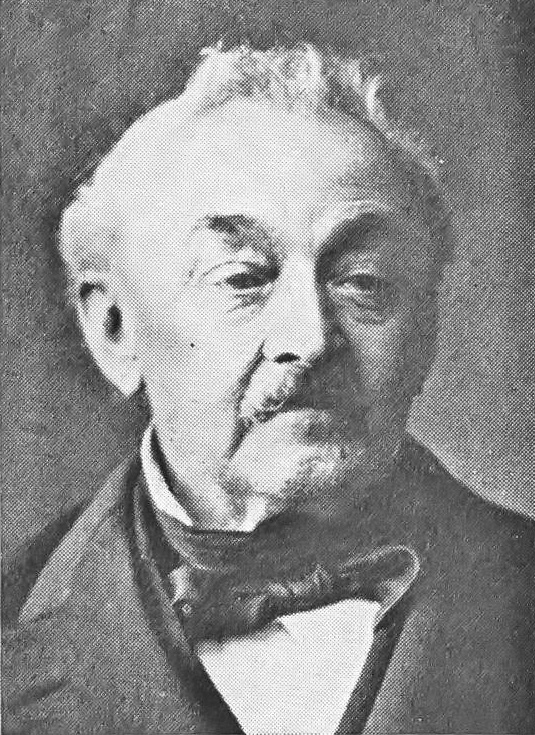
Altersbild von Johann Jakob Glaser

Johann Jakob Glaser (* 26. Dezember 1813 in Hägelberg; † 20. Dezember 1902 in Münsingen; heimatberechtigt in Niederhünigen) war ein deutsch-schweizerischer Pädagoge, Landwirt, Unternehmer und Mitglied der badischen verfassunggebenden Versammlung von 1849.

## Leben

### Vor der Revolution 1848/49
Glaser war ein Sohn des Webers Martin Glaser aus Hägelberg. Er besuchte bis 1829 das Pädagogium Lörrach und weitere zwei Jahre eine private Schule in Steinen. Die weitere Ausbildung zum Lehrer erfolgte an der Polytechnischen Schule in Karlsruhe. Den Militärdienst umging Glaser durch Stellung eines hierfür bezahlten Einstehers um seine Studien nicht unterbrechen zu müssen und nahm eine Hauslehrerstelle an.
1838 wurde Glaser Lehrer am landwirtschaftlichen Erziehungsinstitut von Philipp Emanuel von Fellenberg auf Gut Hofwil in der Nähe von Bern, wo er Mathematik und Naturkunde lehrte. 1841 kam er nach bestandenem Lehrerexamen für höhere Schulen nach Schopfheim, wo er an der höheren Bürgerschule Mathematik und Naturwissenschaften unterrichtete.
Er mietete sich in Gündenhausen ein Haus mit Land um etwas Landwirtschaft betreiben zu können.

### Während der Revolution 1848/49
Am 30. Mai 1848 kandidierte Glaser im badischen Wahlbezirk V. (Schopfheim) für die Frankfurter Nationalversammlung, wobei er aber Salomon Fehrenbach von der radikalen demokratischen Linken unterlag.
Im Juni 1849 wurde Glaser im Wahlbezirk V. (Bezirk: Schopfheim, Lörrach, Säckingen) als einer von vier Abgeordneten in die Badische verfassunggebende Versammlung von 1849 gewählt und nahm auch an den Sitzungen der Versammlung teil.
Nach dem Sturz Brentanos trat Glaser am 30. Juni aus der Versammlung aus.
Nach der Niederlage der Revolutionstruppen floh Glaser im Juli 1849 in die Schweiz.
Am 19. Juli 1849 wurde Glaser vom Bezirksamt Schopfheim zur Fahndung ausgeschrieben.
Am 24. Dezember 1849 verurteilte das Hofgericht Bruchsal Glaser in Abwesenheit wegen Teilnahme am Hochverrat zu sechs Jahren Zuchthaus und am 13. Januar 1850 folgte die Aberkennung des badischen Staatsbürgerrechts.

### Nach der Revolution 1848/49
In der Schweiz studierte er zunächst an der Universität Bern Physik, Naturphilosophie und Mathematik, wobei er gleichzeitig an der Handelsschule unterrichtete. 1850 übernahm er die Leitung des Landwirtschaftsbetriebs der Erziehungsanstalt von Georg Gladbach in Wabern bei Bern. 1854 zog er sich aus der Erziehungsanstalt zurück und bewirtschaftete das Augut im nahe gelegenen Belp, das er gekauft hatte. 1855 wurde er in Niederhünigen (Kanton Bern) eingebürgert. 1861 wurde er mit Unterstützung durch Augustin Keller erster Direktor der kantonalen Landwirtschaftsschule die der Kanton Aargau im ehemaligen Kloster Muri neu errichtete.
Glaser verstand es nicht seine Mitarbeiter einzubinden und geriet in den Konflikt zwischen der liberalen Kantonsführung und der im Freiamt starken konservativ katholischen Opposition, die in dem liberalen Glaser mit seiner Revolutionserfahrung einen Gegner sah. Vor diesem Hintergrund wurden seine wissenschaftlichen, landwirtschaftlichen Methoden und Versuche bereits seit 1862 beständig heftig angegriffen.
Glaser übernahm in seiner Zeit als Direktor der Landwirtschaftsschule auch die Redaktion der Mittheilungen über Haus-, Land- und Forstwirthschaft für die Schweiz und nutzte diese Plattform auch zur Abwehr der Angriffe. Aufgrund der anhaltenden lokalen Opposition in Muri beschloss der Regierungsrat eine Reorganisation der Landwirtschaftsschule und setzte Untersuchungskommissionen ein. Am 5. April 1864 erbat Glaser deshalb seine Entlassung auf den 1. Juli 1864. Er wurde durch Friedrich Römer abgelöst, der die liberalen Erziehungsmethoden Glasers einstellte und „mehr Rücksicht auf die Denkart der konservativen Bevölkerung im Freiamt“ nahm.
Während seiner Zeit als Direktor gründete er auch die Mittwochsgesellschaft von Muri zur wissenschaftlichen Unterhaltung und die dabei gefundenen persönlichen Verbindungen waren mit ein Anlass in Muri zu bleiben.
Auf den 1. Juli 1864 kaufte Glaser den Gasthof Löwen in Muri, den er erneuerte und ausbaute. 1868 eröffnete er zusätzlich ein Solebad und machte Muri zu einem Kurort. Rudolf Theodor Simler übernahm die physikalische und chemische Untersuchung des Quellwassers. Neben Mineralbädern wurden auch Solbäder angeboten. „Mit der Sole, die Jakob Glaser in gut verschlossenen Fässern von Rheinfelden nach Muri bringen liess, war es möglich die gleichen Bäder zu präparieren wie in Rheinfelden.“
Für die schnelle Entwicklung von Hotel und Bad musste sich Glaser verschulden – zumal er sich gleichzeitig auch noch den Holzerhof in Aristau kaufte – und erhielt auch vom Kanton Aargau Staatskredite. Als er diese nicht mehr bedienen konnte, leitete der Kanton das Konkursverfahren ein und Ende Dezember 1878 wurden die Liegenschaften und Fahrnisse versteigert. Seine Ehefrau kaufte das Anwesen mit Hilfe von Freunden und betrieb es mit dem Sohn Alfred weiter. Glaser zog zunächst zu seinem Sohn Georg in Münchenbuchsee. 1892 verkaufte Frau Glaser das Bad an den Sohn Alfred, der das Bad weiter erfolgreich betrieb.
1879 bis 1886 war Glaser wieder in Hofwil tätig, wo inzwischen ein Lehrerseminar errichtet wurde. Glaser war der Urgrossvater von Stephanie Glaser.